# Cavalerie de la Garde impériale

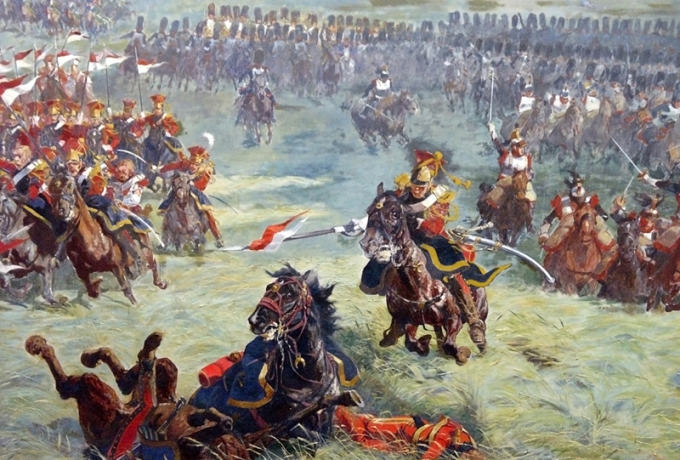
Attacke am Mont-Saint-Jean bei Waterloo. Die „Lanciers rouges“ greifen an. Die „Grenadiers à cheval“ folgen im Hintergrund. Gemälde von Louis-Jules Dumoulin, Panorama de Waterloo, 1912.

Die Cavalerie de la Garde impériale (Kavallerie der kaiserlichen Garde) waren die Kavallerieverbände in der Garde impériale von Napoleon I. Als Elitekampftruppen bildeten sie die Reserve des Kaisers, mit der er in der Schlacht den entscheidenden Stoß ausführte oder prekäre Situationen bereinigte.
Bei ihrer Errichtung im Jahr 1804 bestand die Gardekavallerie aus den drei von der Garde des consuls übernommenen Truppenteilen:
- die „Chasseurs à cheval de la Garde impériale“ (Jäger zu Pferde der kaiserlichen Garde)
- die Grenadiers à cheval de la Garde impériale (Grenadiere zu Pferd der kaiserlichen Garde)
- und die Mamelouks de la Garde impériale (Mameluken der kaiserlichen Garde)

Danach wurden weitere Kavallerieregiment in die kaiserliche Garde eingestellt:
- die Dragons de la Garde impériale im Jahre 1806 (Dragoner der kaiserlichen Garde)
- die Lanciers polonais de la Garde impériale 1807 (Polnische Ulanen der kaiserlichen Garde)
- die Lanciers rouges de la Garde impériale 1810 (Rote Ulanen der kaiserlichen Garde)
- die „Lanciers lituaniens de la Garde impériale“ 1812 (Litauischen Ulanen der kaiserlichen Garde)
- die Éclaireurs de la Garde impériale 1813 (Aufklärer der kaiserlichen Garde)
- die Tartares lituaniens de la Garde impériale 1812 (Litauische Tataren der kaiserlichen Garde)

Weitere Verbände waren der Garde beigestellt, so die:
- Gendarmerie d’élite de la Garde impériale (Elite-Gendarmerie der kaiserlichen Garde)
- Gendarmerie d'ordonnance de la Garde impériale (Ordonnanz-Gendarmerie der kaiserlichen Garde)
- Chevau-légers du Grand-duché de Berg (Chevaulegers des Großherzogtums Berg)
- Gardes d’honneur de la Garde impériale (Französische Ehrengarde)

Auf dem Höhepunkt des Ersten Kaiserreichs, im Jahre 1812, bestand die Gardekavallerie aus insgesamt 7.000 Reitern, bei einem Gesamtbestand von 77.000 Reitern der Grande Armée.

## Aufstellung
Die Garde wurde per kaiserlichem Dekret vom 29. Juli 1804 errichtet und ersetzte die bis dahin bestehende Konsulargarde. Von den drei zuerst existierenden Einheiten war die Kompanie der „Mamelouks de la Garde impériale“ dem Regiment der „Chasseurs à cheval de la Garde impériale“ angegliedert.
Die „Gendarmerie d'élite de la Garde impériale“ gehörte ebenfalls zur Gardekavallerie, hatte jedoch gänzlich andere Aufgaben als die übrigen Einheiten.
Das Regiment der „Lanciers polonais de la Garde impériale“ wurde 1807 aus polnischen Adeligen aufgestellt. Eine Lanze erhielten sie allerdings erst 1809, nach der Schlacht bei Wagram. Ein zweites Ulanenregiment entstand 1810, als aus Teilen der „Hussards de la Garde hollandaise“ (Holländische Gardehusaren) das Regiment der „Lanciers rouges de la Garde impériale“ gebildet wurde. Als letztes wurde 1812 das Regiment der „Lanciers lituaniens de la Garde impériale“ aufgestellt. Dieses Regiment hatte eine Escadron „Tartares lituaniens de la Garde impériale“ (Litauische Tartaren) angegliedert.
1813 wurden drei Regimenter „Éclaireurs de la Garde impériale“ (dem Namen nach eine Aufklärungstruppe) errichtet und mit Lanzen ausgerüstet. Das erste dieser Regimenter war den Grenadieren zu Pferd zugeteilt, das Zweite den Dragonern und das dritte den polnischen Ulanen.
Die Jäger zu Pferde, die Grenadiere zu Pferde, die Dragoner, die Mameluken, die polnischen Ulanen und die 1. Escadron des 1. Éclaireurs Regiments gehörten zur sogenannten Alten Garde.

### Chasseurs à cheval

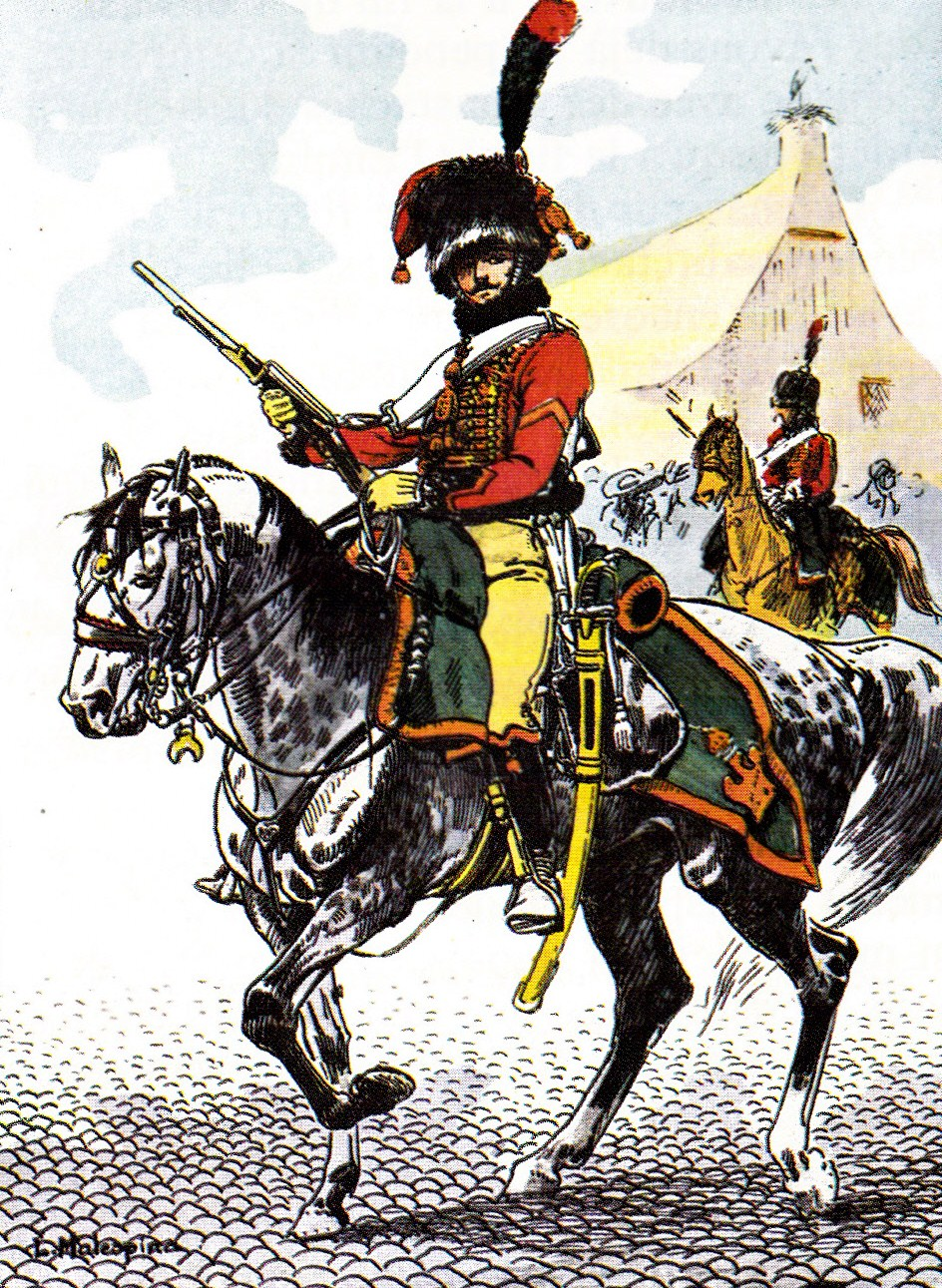
Chasseur à cheval im Transportsicherungsdienst (1805). Zeichnung von Louis-Ferdinand Malespina.

Der Capitaine Bessières des 22e régiment de chasseurs à cheval, wurde Kommandant des neuen Korps. Er hatte das Recht, sich die Angehörigen der Kompanie selbst auszusuchen.
Die „Compagnie des guides“ zeichnete sich in der Schlacht an der Brücke von Arcole und dann erneut im Feldzug nach Ägypten aus, wo sie am Angriff auf den Mont Thabor und 1799 der Belagerung von Saint-Jean-d'Acre teilnahm. Nach der Rückkehr Napoleons nach Frankreich und der Einrichtung des Konsulats wurde die „Compagnie des guides“ zur „Compagnie des chasseurs à cheval de la Garde des consuls“ (Kompanie Jäger zu Pferde in der Konsulargarde). Kommandant wurde Capitaine Eugène de Beauharnais
Im Jahre 1804 wurde Napoleon zum Kaiser und stellte eine kaiserliche Garde auf. Die bisherige Kompanie Jäger zu Pferde wurde zum Regiment aufgestockt und erhielt ihre neue Bezeichnung „Régiment des chasseurs à cheval de la Garde impériale“. Es bestand aus vier Escadrons und war 1018 Mann stark. Außerdem war ihm die Mamelukenkompanie unterstellt.
Die Einheit war unter dem Kommando von Colonel Morland am Feldzug gegen Österreich beteiligt, so in der Schlacht bei Ulm und vor allen Dingen in der Schlacht bei Austerlitz, wo das Regiment, zusammen mit den berittenen Gardegrenadieren und den Mameluken die russische Gardekavallerie zurückschlug. Dabei hatten sie 22 Gefallene – einschließlich ihres Kommandeurs, des Colonel Morland zu beklagen.
Bei den Feldzügen in Preußen und Polen des Jahres 1806 war das Regiment nicht beteiligt, aber im folgenden Jahr attackierte es die russische Infanterie in der Schlacht bei Eylau. Es stand hier unter dem Kommando von Général Dahlmann, der bei dieser Aktion tödlich verwundet wurde.
1808 übernahm Général Lefebvre-Desnouettes das Kommando über das Regiment. Im gleichen Jahr wurde es in den Spanischen Unabhängigkeitskrieg geschickt, wo es an der Unterdrückung des Aufstandes von Dos de Mayo beteiligt war. Nach dem Sieg in der Schlacht bei Benavente kehrten sie nach Frankreich zurück, um dann in der Schlacht bei Wagram eingesetzt zu werden.
Während des Russlandfeldzuges übernahmen die „Chasseurs à cheval de la Garde“ im Gefecht bei Horodnja den Schutz Napoléons und trieben mit Hilfe der anderen Regimenter der Gardekavallerie Angriffe der Kosaken zurück. Am Ende des Feldzuges bestand das Regiment nur noch aus 209 Reitern. Es wurde jedoch bald wieder aufgestockt und kämpfte auf deutschem Boden und in Frankreich in der
- Völkerschlacht bei Leipzig,
- der Schlacht bei Hanau,
- der Schlacht bei Montmirail
- und der Schlacht bei Craonne.

Nach der ersten Abdankung Napoleons und der Rückkehr von König Ludwig XVIII. wurde das Regiment in „Corps royal des chasseurs de France“ umbenannt, bis es von Napoleon nach seiner Rückkehr aus Elba wieder seinen alten Namen erhielt. Es kämpfte zum letzten Mal in der Schlacht bei Waterloo und wurde nach der endgültigen Abdankung Napoleons zwischen dem 26. Oktober und dem 6. November 1815 aufgelöst.

### Grenadiers à cheval

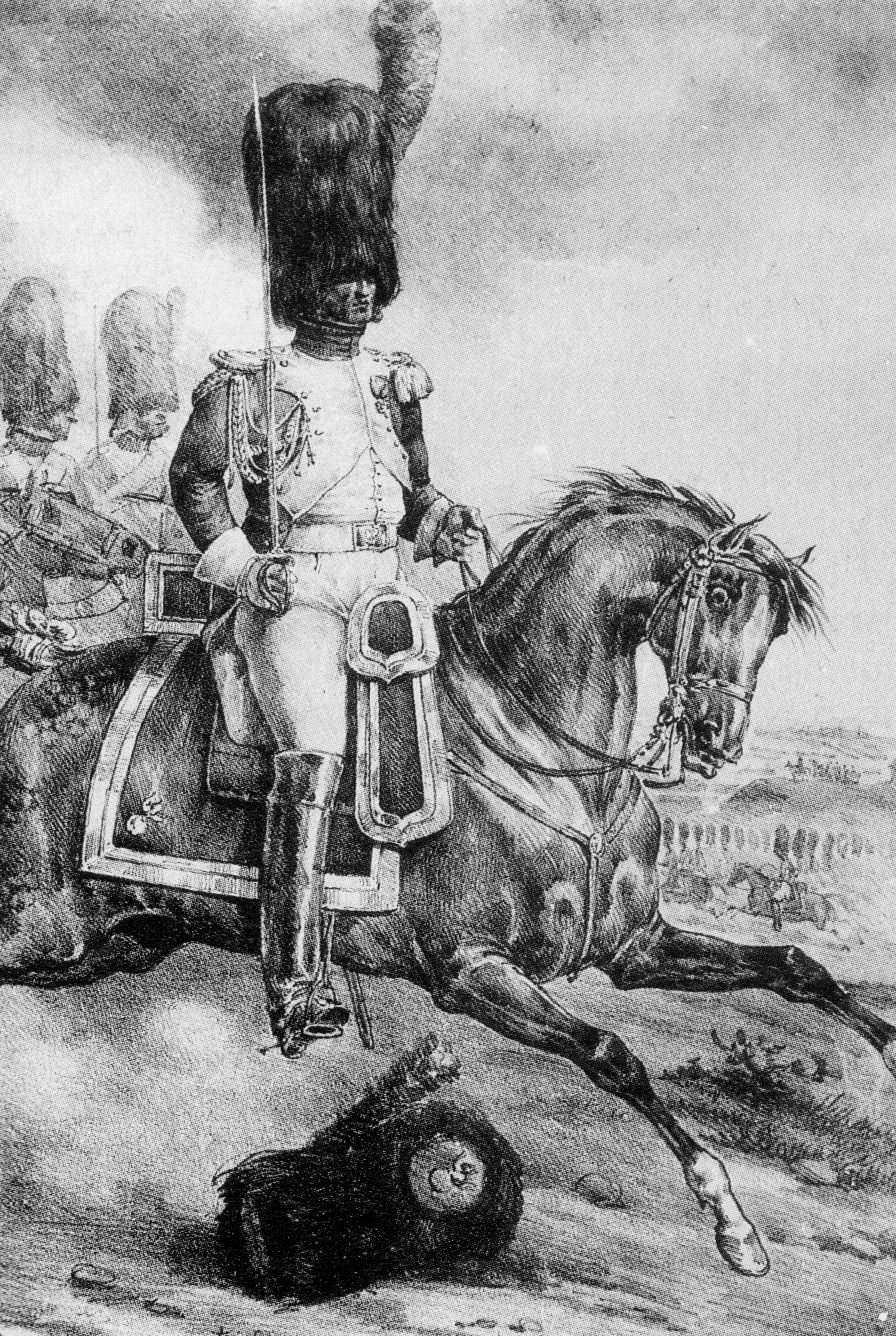
Grenadiers à cheval de la Garde impériale. Gravur von Hippolyte Bellangé.

Die Grenadiers à cheval gehen zurück auf den Oktober 1796, als die französische Regierung beschloss, der „Garde du Directoire“ (Garde des Direktoriums) eine Kavallerieeinheit beizugeben. Ein Corps aus zwei Kompanien, zusammen 112 Reiter, wurde aufgestellt. Im folgenden Jahr (nach dem Staatsstreich des  18 brumaire) wurde es zur ersten Kavallerieeinheit der „Garde consulaire“.
Nach der Errichtung des Kaiserreichs durch Napoleon wurde das „Corps des grenadiers à cheval de la Garde des consuls“ (Grenadiere zu Pferd der Konsulargarde) zum „Régiment des grenadiers à cheval de la Garde impériale“. Es bestand aus vier Escadrons mit zusammen 1018 Reitern und Offizieren.
Das Regiment nahm am Feldzug in Österreich teil und kämpfte in der Schlacht bei Austerlitz, wo es mit den Gardejägern zu Pferde und den Mameluken die russische Gardekavallerie unter Großfürst Konstantin  zurückschlagen konnte. Am Feldzug gegen Preußen und Polen nahm das Regiment nicht teil, war aber wieder in der Schlacht bei Eylau beteiligt. Hier gelang es ihm, unter der Führung von Colonel Lepic, einer Einkesselung zu entkommen und sich zu den französischen Linien durchzuschlagen.
Das Regiment war in Spanien eingesetzt und lag während des Aufstandes am Dos de Mayo in Madrid in Garnison. 1809 kämpften die Grenadiere in der Schlacht bei Essling und zogen mit fünf Escadrons nach Russland. Hier hatte es schwere Verluste zu beklagen und bestand im Februar 1813 nur noch aus vier Escadrons.
Danach folgen die Feldzüge in Deutschland und Frankreich, wo die Einheit in der Schlacht bei Vauchamps, der Schlacht bei Craonne und der Schlacht bei Paris kämpfte.
Nach der ersten Rückkehr von König Ludwig XVIII. wurde die Einheit in „Corps royal des cuirassiers de France“ umbenannt, erhielt aber während Napoleons hundert Tage Herrschaft wieder den alten Namen. In der Schlacht bei Waterloo ritt es eine Attacke auf die britischen Infanteriecarrés. Nach der endgültigen Abschaffung des Kaiserreichs wurde das Regiment am 25. November 1815 aufgelöst.

### Mamelouks

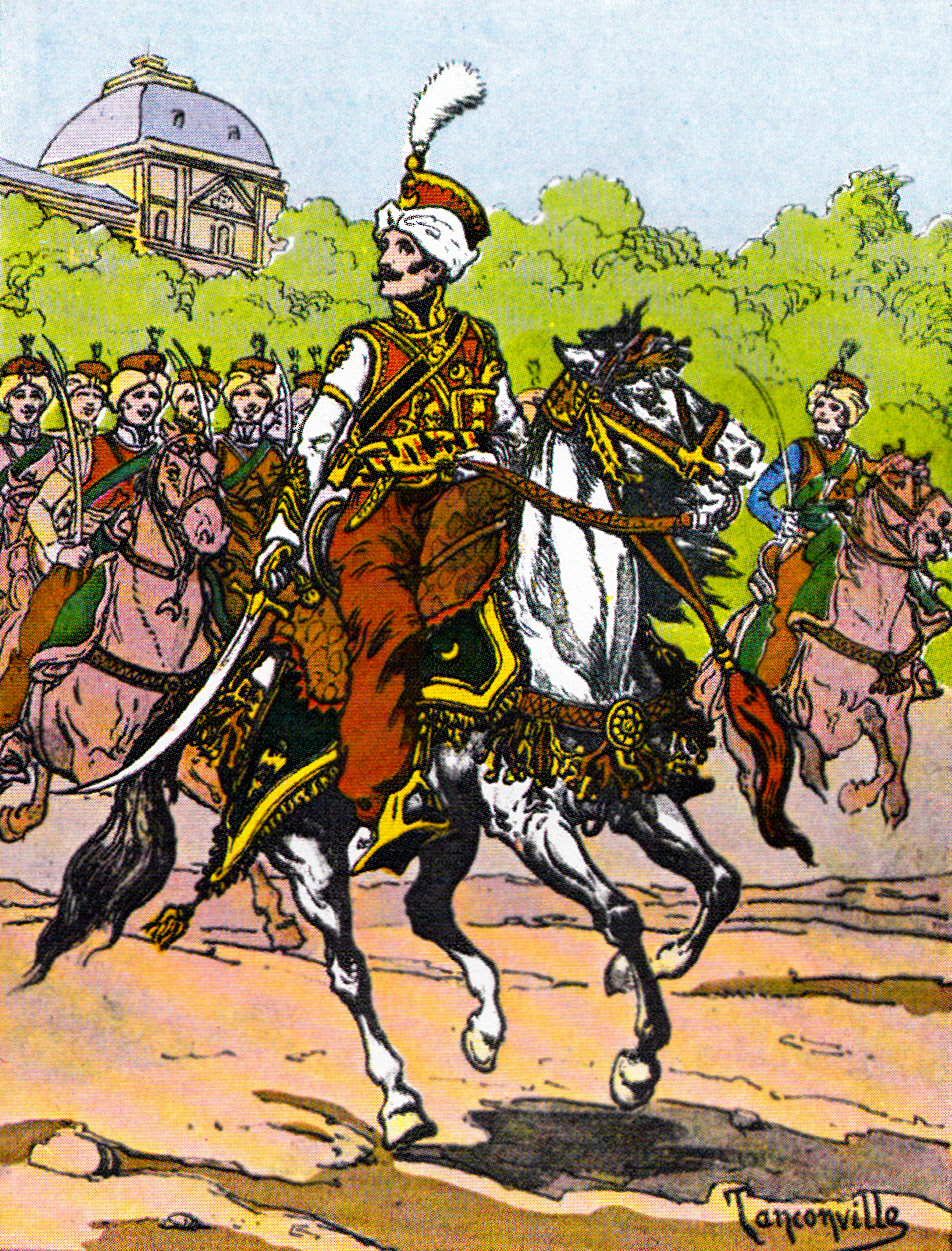
Der Chef d'escadrons Kirmann an der Spitze der Mameluken. Illustration von Henry Ganier.

Während des Feldzuges in Ägypten sah sich der Général Napoléon Bonaparte 1798 den Mameluken gegenüber, die seit mehreren Jahrhunderten im Dienst des Osmanischen Reichs standen. Beeindruckt von deren soldatischen Qualitäten entschied er sich, eine solche Einheit in die französische Armee einzugliedern. Dieses Mamelukenkorps bestand in der Expeditionsarmee bis zur Rückkehr nach Frankreich am 13. Oktober 1801. Per Dekret wurde dann die Aufstellung einer 240 Reiter starken Escadron Mameluken in der Konsulargarde angeordnet. Der Personalbestand wurde dann am 7. Januar 1802 auf 150 Reiter reduziert. Kommandant wurde der Colonel Jean Rapp, Aide de camp von Napoléon. Am 2. April 1802 bestand die Escadron aus 13 Offizieren und 155 Männern. 1804 wurde die Kompanie dem Regiment der Gardejäger zu Pferde unterstellt.
Im Feldzuge gegen Österreich verdienten sie sich Beachtung in der Schlacht bei Austerlitz, wo französische Infanterie auf der Höhe von Pratzen von russischer Gardekavallerie hart bedrängt wurde. Der Kaiser befahl daher dem Maréchal Bessières mit der eigenen, in Reserve gehaltenen Gardekavallerie einzugreifen. Eine erste Attacke der berittenen Jäger und Grenadiere scheiterte, die Mameluken schafften jedoch einen Durchbruch, stießen in ein russisches Carée und überrannten eine Artilleriebatterie. Nach dieser tat billigte Napoleon der Mamelukenkompanie einen Adler zu. Die Mameluken zogen dann mit in den Feldzug nach Preußen und Polen, wo sie an der Schlacht bei Pultusk und der Schlacht bei Eylau teilnahmen.
Während der Teilnahme am spanischen Unabhängigkeitskrieg waren die Mameluken an der Unterdrückung des Aufstandes am Dos de Mayo beteiligt. Hier zogen sie sich den Hass der Spanier zu, da diesen in ihnen die Nachfahren der Mauren sahen. 1812 nahm die Escadron am Russlandfeldzug teil, wo sie ständig an der Seite der Chasseurs à cheval zu finden war und ähnlich schere Verluste erlitt. 1813 erfolgte eine Wiederaufstellung der Escadron, die danach in der Schlacht bei Dresden und bei Hanau kämpfte. Nach dem Rückzug der Franzosen aus Deutschland waren sie noch an den Schlachten bei Montmirail, Saint-Dizier und Paris beteiligt.
Unter der ersten Restauration wurden die Mameluken in das „Corps royal des chasseurs de France“ eingegliedert, erhielten jedoch nach der Rückkehr Napoleons ihren alten Status zurück. Nachdem dieser endgültig verschwunden war, zogen die restlichen Mameluken in das Depot der Heimatlosen (Dépôt des réfugiés) nach Marseille, wo die meisten von der royalistischen Bevölkerung umgebracht wurden.

### Dragons

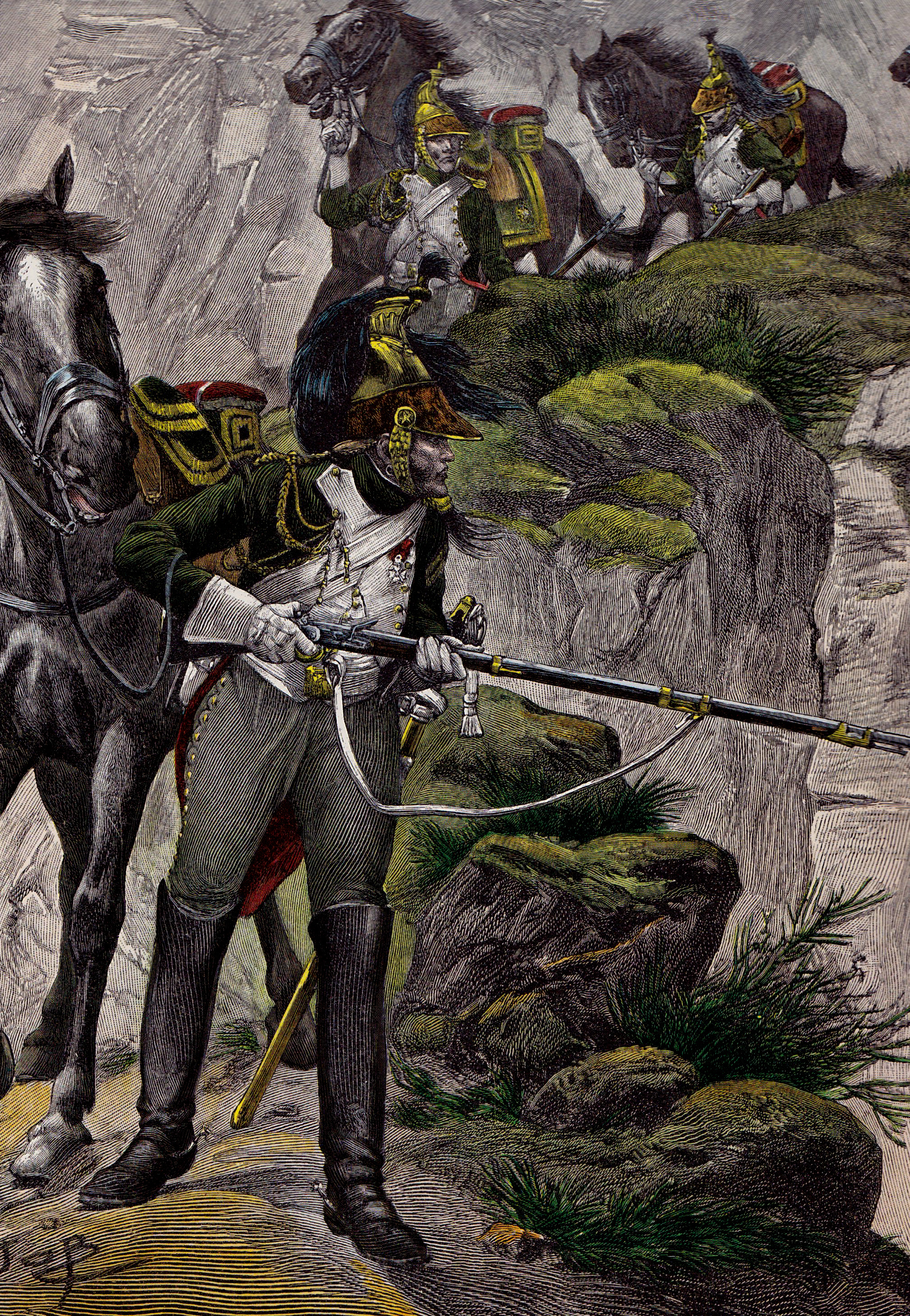
Dragoner der kaiserlichen Garde.

Die Aufstellung des Regiments erfolgte im April 1806. Der Grund war die hervorragende Haltung der Liniendragoner im Feldzug gegen Österreich 1805. Napoléon erließ ein Dekret zur Aufstellung eines Dragonerregiments, das zur kaiserlichen Garde gehören sollte. Die Einheit bestand aus vier Escadrons zu je zwei Kompanien. Der Kaiser selbst bestimmte, wer zum Offizierskorps des Regiments abgestellt wurde. Erster Kommandeur wurde Colonel Arrighi de Casanova.
Nachdem Napoléon seine Gattin Joséphine de Beauharnais zur Regimentsinhaberin gemacht hatte, führten die Gardedragoner von da an die Bezeichnung « Dragons de l'Impératrice » (Dragoner der Kaiserin).
Einige Monate später nahm das Regiment an der Schlacht bei Friedland teil, wo es den linken Flügel der Gardekavallerie bildete. Während des Russlandfeldzuges 1812 – hier speziell nach der Schlacht bei Malojaroslawez und der Schlacht an der Beresina deckte das Regiment den Rückzug der französischen Truppen und wurde dabei nahezu vollständig aufgerieben. Im Jahre 1813 kämpften die Dragoner in der Völkerschlacht bei Leipzig und in der Schlacht bei Hanau. Im Gefecht bei Saint-Dizier  warfen die Dragoner, zusammen mit einem Peloton Mameluken die gegnerische Infanterie aus ihren Positionen, wobei letztere 18 Kanonen zurücklassen mussten.
Während der Ersten Restauration wurde das Regiment in „Corps royal des Dragons de France“ umbenannt. Nach der Rückkehr Napoleons (Herrschaft der hundert Tage) erhielt es seinen alten Namen zurück. In der Schlacht bei Waterloo attackierte das Regiment unter dem Kommando von Maréchal Ney  britische Infanteriecarrés am Mont-Saint-Jean. Dabei erlitt es schwere Verluste durch das präzise Gewehrfeuer der britischen Füsiliere. Am Ende des Feldzuges in Belgien hatte das Regiment 25 gefallene Offiziere und mehr als 300 gefallene Reiter zu beklagen.
Nach der endgültigen Abdankung von Napoleon wurden die Gardedragoner entlassen.

### Lanciers polonais

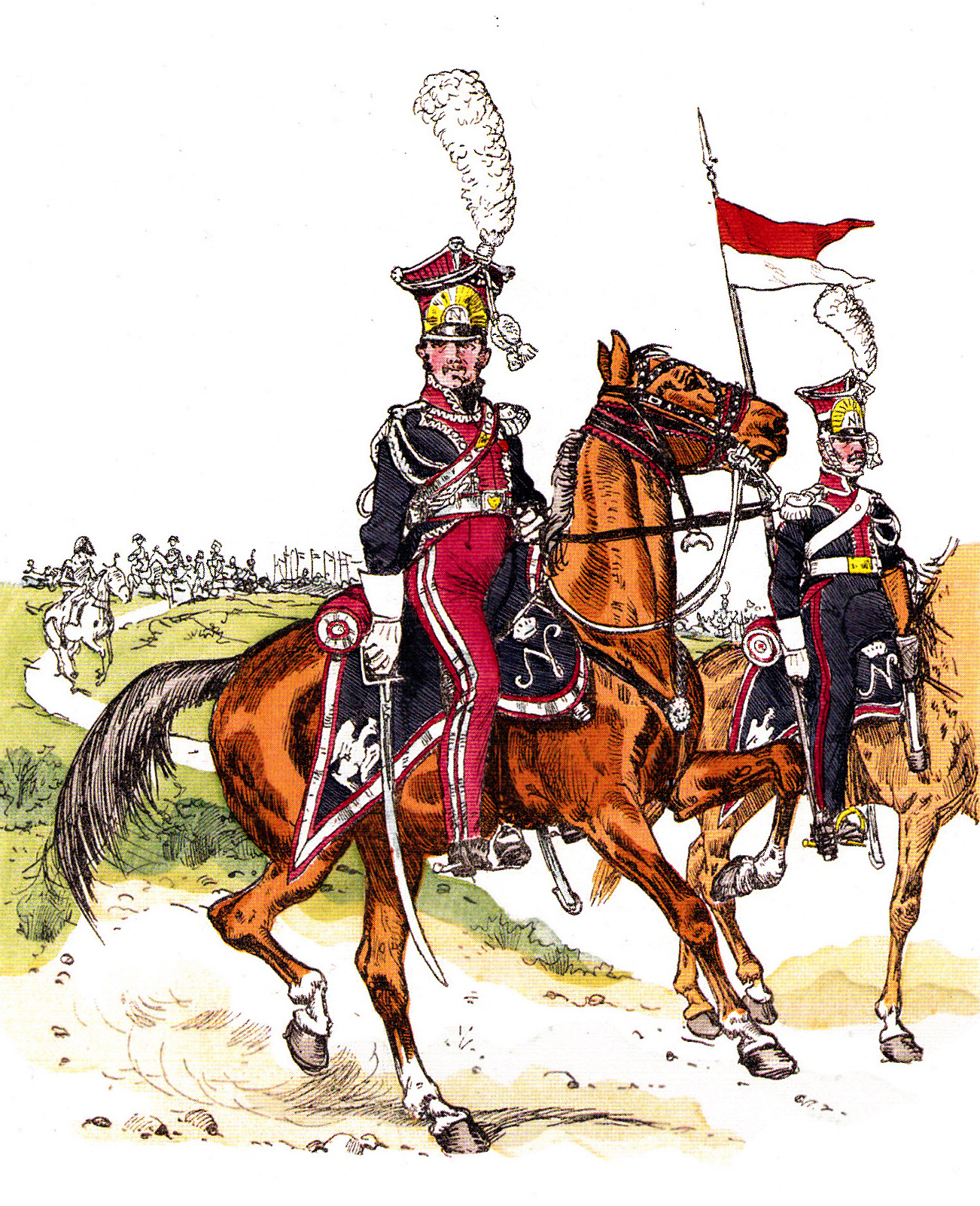
Höherer Offizier und Ulan der Polnischen Ulanen in großer Uniform. Zeichnung von Richard Knötel.

Nach der Niederschlagung von Preußen im Jahre 1807 wurde Napoleon bei seinem Einzug in Warschau von einer adligen polnischen Ehrengarde eskortiert. Davon begeistert, entschied er mit Dekret vom 6. April 1807 die Aufstellung eines „Régiment de chevau-légers polonais“ (Regiment polnischer leichter Reiterei) das zur kaiserlichen Garde gehören sollte. Es stand unter dem Kommando von Colonel Wincenty Krasiński. Den 968 militärisch nicht ausgebildeten Reitern wurden erfahrene Offiziere der Gardekavallerie beigegeben. Nach und nach wurden sie im Depot Schloss Chantilly zusammengezogen, um sich dann auf den Weg nach Spanien zu machen und dort die Unruhen am Dos de Mayo zu bekämpfen. Danach zog es in die Schlacht bei Medina de Rioseco und unter dem Kommando von Général Lasalle in die Schlacht bei Burgos. Während Napoleon auf Madrid marschierte, wurden die napoleonischen Verbände mit den Chevau-légers am Col de Somosierra von den Truppen des Generals Benito de San Juan aufgehalten. Nachdem es der Infanterie nicht möglich gewesen war, die Spanier zu überwältigen, befahl der Kaiser eine Attacke der 3. Escadron der Chevau-légers polonais. Kommandiert von Jan Leon Kozietulski erlitten die Polen schwere Verluste im feindlichen Abwehrfeuer, konnten sich aber durchsetzen und die spanischen Geschütze erobern. Diese Aktion brachte dem Regiment die Bewunderung Napoleons ein, der es im Rang erhöhte und in die „Alte Garde“ versetzte.
Zurück nach Frankreich zog das Regiment in den Feldzug nach Österreich, wo es in der Schlacht bei Wagram die österreichischen Ulanen des Karl Philipp zu Schwarzenberg überrennen konnten. Nach dieser Aktion kam Napoleon dem Wunsch von Colonel Krasiński nach und nannte das Regiment in « Lanciers polonais » (Polnische Ulanen) um. Es nahm 1810 nach der Aufstellung „Lanciers rouges de la Garde impériale“ den Rang vor diesem ein.
Im Russlandfeldzug kämpfte das Regiment in der Gefecht bei Horodnia und in der Schlacht bei Krasnoje. Nach schweren Verlusten wurde das Regiment wieder aufgestellt und kämpfte in der Schlacht bei Lützen, im Gefecht bei Peterswalde, in der Schlacht bei Hanau und in der Schlacht bei Großgörschen, wo es den Major Dominique Hieronime Radziwill verlor. Im Feldzug in Frankreich 1814 kämpfte es in der Schlacht bei Brienne, der Schlacht bei La Rothière, der Schlacht bei Montmirail, der Schlacht bei Berry-au-Bac, der Schlacht bei Craonne, der Schlacht bei Reims und der Schlacht bei Paris.
In der ersten Restauration wurde das Regiment aufgelöst und die Männer nach Polen zurückgeschickt. ausgenommen war eine Escadron unter dem Kommando von Paweł Jerzmanowski, die Napoleon nach Elba begleitete. Diese Escadron war während der Herrschaft der hundert Tage als 1. Escadron in das Regiment der roten Ulanen eingestellt, wo es in der Schlacht bei Waterloo kämpfte. Nach der zweiten Rückkehr von König Ludwig XVIII. wurde die Escadron endgültig entlassen, seine Angehörigen in die russische Kavallerie übernommen.

### Lanciers rouges

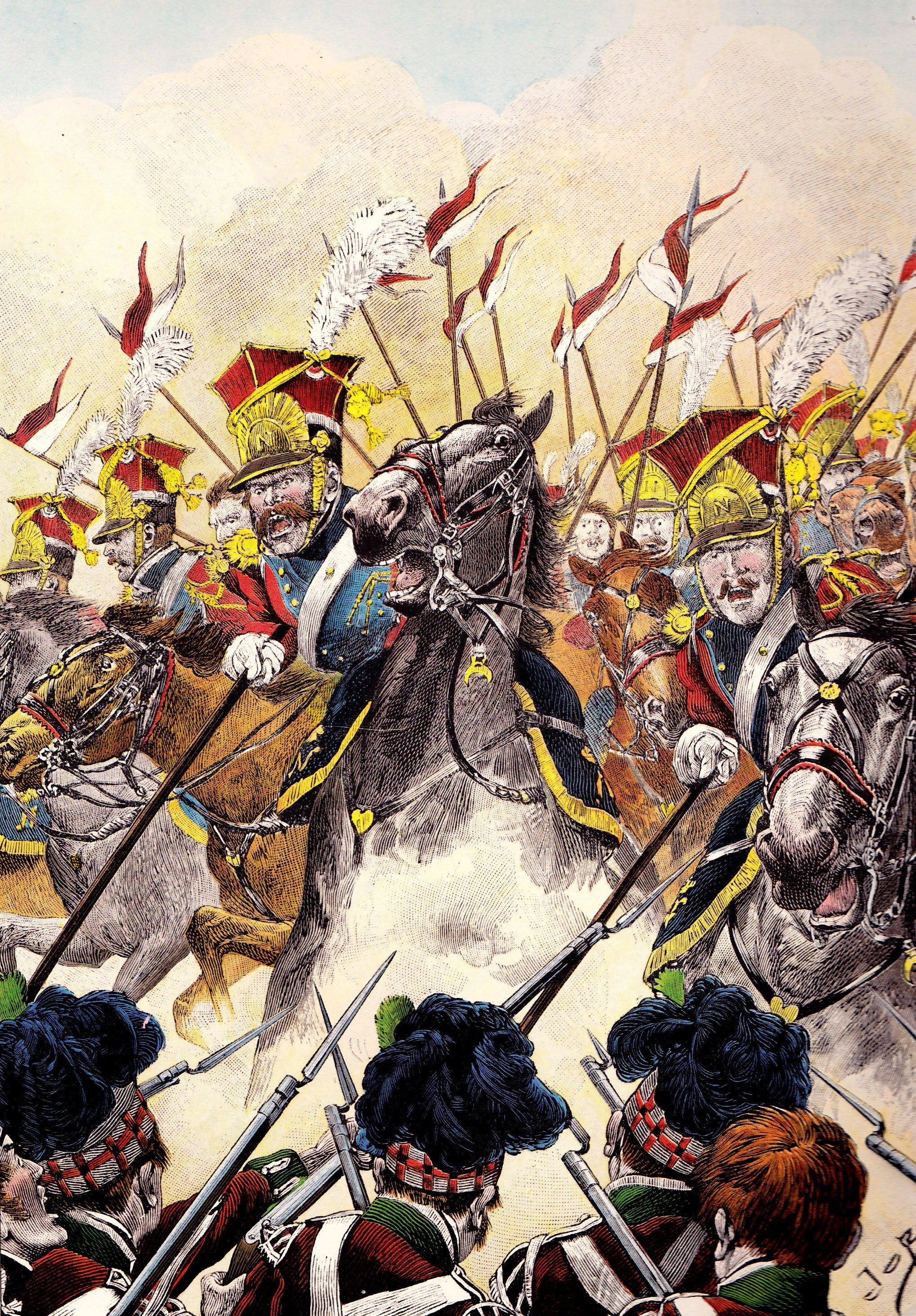
Attacke der Lanciers rouges de la Garde impériale bei Waterloo.

Im Jahre 1810 annektierte Napoleon das Königreich Holland und setzte seinen Bruder Louis Bonaparte de facto ab. Am 14. Juli wurde das vormalige Königreich offiziell per Dekret nach Frankreich eingegliedert. Gleichzeitig wurde die „Garde royale hollandaise“ (Königlich holländische Garde) in die kaiserliche Garde vereinnahmt. Am 10. August machte sich das „Régiment de hussards de la Garde royale“, (Regiment der Husaren der königlichen Garde) unter dem Kommando von Colonel Dubois auf den Weg nach Versailles, wo es am 30. August eintraf. Die vier Escadrons Holländer verbrüderten sich mit ihren französischen Kameraden und mit Dekret vom 13. September 1810 wurden sie in ein zweites Regiment Gardeulanen umgewandelt. Kommandeur wurde der Général Colbert-Chabanais. Die Unteroffiziere des Corps, unterwiesen von den polnischen Ulanen aus Chantilly, brachten ihren Männern den Umgang mit der Lanze bei.
Im Jahre 1812 zog das Regiment in den Russlandfeldzug, wo es zunächst der Vorhut angehörte und umfangreichen Sicherungsdienst für die Fouragierungskolonnen leistete. Dann wurde es mit den polnischen Ulanen zu einer Brigade zusammengefasst, die unter dem Kommando von Général Colbert-Chabanais stand. In Moskau angekommen hatte das Regiment im Oktober eine Kampfstärke von 556 Mann. Nach dem Brand von Moskau und der Schlacht bei Tarutino bildeten die Ulanen einen Teil der Nachhut, die den französischen Rückzug zu decken hatte. Am 24. Oktober wiesen sie in Unterzahl einen massiven Angriff der Kosaken auf die Nachhut zurück. Die schlechten klimatischen Bedingungen forderten große Opfer unter den Ulanen und ihren Pferden, am Ende des Feldzuges verfügten nur noch 60 Reiter über eine Uniform. Wiederaufgestellt, kämpften sie in der Schlacht bei Reichenbach am 23. Mai 1813. Im Jahre 1814 waren die Ulanen im Zuge des französischen Zurückweichens auf Paris in Belgien in Kämpfe verwickelt.
Während der Ersten Restauration waren die roten Ulanen zum „Corps royal des chevau-légers lanciers de France“ umbenannt worden. Während der Herrschaft der Hundert Tage erhielten sie ihren alten Namen zurück und die Escadron der polnischen Ulanen aus Elba eingegliedert. Das Regiment gehörte zur „Brigade de cavalerie légère“ (Leichte Kavalleriebrigade) der kaiserlichen Garde und zog mit dieser nach Belgien, wo es in der Schlacht bei Quatre-Bras kämpfte und in der Schlacht bei Waterloo britische Infanteriecarées attackierte. Nach der zweiten Abdankung Napoleons wurde es am 30. August 1815 aufgelöst.

### Lanciers lituaniens

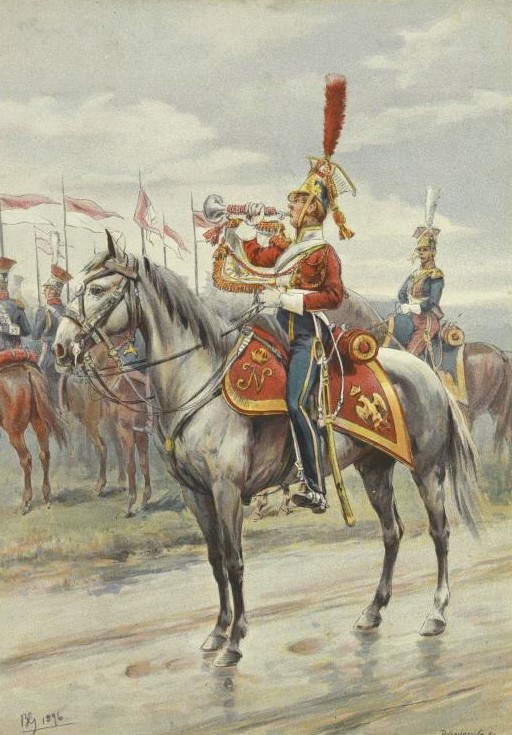
Trompeter der Litauischen Ulanen der kaiserlichen Garde. Gemälde von Bronisław Gembarzewski, 1896.

Zu Beginn des Monats Juli 1812 entschied Napoleon ein drittes Ulanenregiment für seine Garde aufzustellen. Es war vorgesehen, dass das Regiment aus fünf Escadrons mit insgesamt 1218 Männern bestehen sollte. Zwei Escadronen wurden sogleich in Warschau aus Litauischen Adligen aufgestellt. Als Regimentskommandeur war der Général Jan Konopka, bis dahin Major im „Régiment des  lanciers polonais de la Garde impériale“ bestimmt. Als Aufklärungskomponente wurde ihm eine Escadron der „Tartares lituaniens de la Garde impériale“ (Litauische Tartaren der kaiserlichen Garde) zugeteilt.
Während des Russlandfeldzuges erhielten die Ulanen den Befehl auf Minsk zurückzugehen. Bereits auf dem Weg entschied General Konopka, in dem Dorf Slonim anzuhalten und hier Quartier zu beziehen. Sein Stellvertreter, der Colonel-major Tanski hatte ihm geraten den Rückmarsch unverzüglich fortzusetzen. Es war vergeblich, lediglich er selbst wurde mit zwei Escadronen in das Depot von Grodno weitergeschickt. In der Nacht nach seinem Abzug griff der russische General Czaplicz mit einer Abteilung das Feldlager der Ulanen an. Général Konopka und 246 seiner Männer gingen in die Gefangenschaft. Das Regiment verlor außerdem die Schreibstube mit allen wichtigen Papieren.
Nach dieser Niederlage bestand das Regiment nur noch aus den beiden Escadronen des Colonel-major Tanski in Grodno. Am 22. März 1813 wurde die Einheit aufgelöst und die Reste in das „Régiment des lanciers polonais de la Garde impériale“ eingegliedert.

### Tartares lituaniens

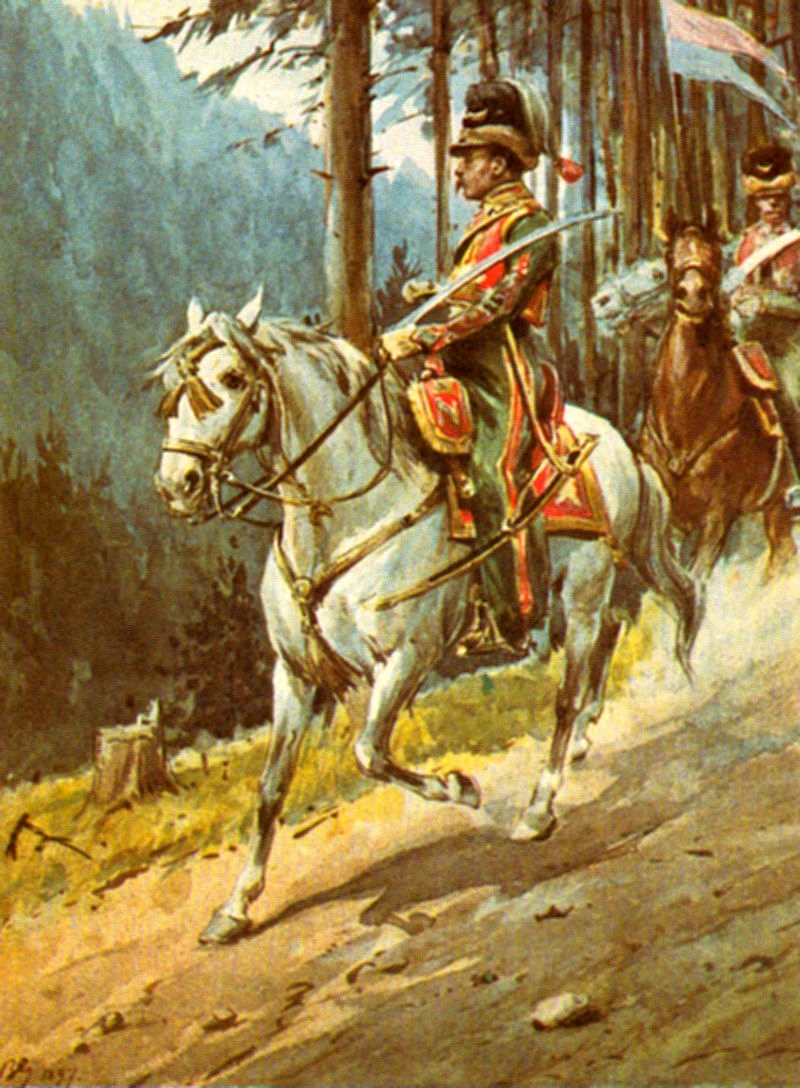
Litauischer Tatar der kaiserlichen Garde. (Bronisław Gembarzewski, 1897).

Im Juni 1812 schlug der Général Michel Sokolnicki vor, eine Einheit Litauischer Tataren aufzustellen. Sie sollten aus Leuten rekrutiert werden, deren Vorfahren bzw. Familien von der Krim kamen und die sich im Baltikum niedergelassen hatten. Die dortigen Tataren seien vorzügliche Reiter, ihre Rechtschaffenheit wurde von ihm gelobt, ebenso wären sie bekannt wegen ihrer Tapferkeit. Napoleon ordnete daraufhin die Errichtung einer solchen Einheit an, sie sollte etwa 1000 Reiter stark sein und wurde offiziell im Oktober 1812 in Dienst gestellt. Allerdings konnte nicht mehr als eine einzige Escadron auf die Beine gestellt werden.
Unter dem Kommando von Major Achmatowicz nahmen sie zusammen mit den Litauischen Ulanen am Russlandfeldzug teil. In der Schlacht bei Wilna erlitten sie schwere Verluste, unter denen auch ihr Kommandeur war. Nach dem Feldzug wurden die Überlebenden zunächst bei den roten Ulanen und später als 15. Kompanie bei den polnischen Ulanen untergebracht. Obwohl nur wenig brauchbar, kämpften sie bei den Schlachten in Deutschland und dann beim Rückzug durch Frankreich. Zuletzt waren sie dem „3e régiment des éclaireurs de la Garde impériale“ (3. Regiment der Aufklärer der kaiserlichen Garde) unterstellt.
Nach der Abdankung Napoleons am 6. April 1814 kehrten die letzten der Tataren in ihre Heimat zurück.

### Éclaireurs
Nach den düsteren Aussichten des Jahres 1813 und der ersten möglichen Verlagerung des Kampfgeschehens auf französischen Boden seit den Revolutionskriegen, organisierte Napoleon seine Garde am 4. Dezember 1813 neu. Drei neue Garderegimenter wurden aufgestellt. Das erste, die „Éclaireurs-grenadiers“ wurde den „Grenadiers à cheval de la Garde impériale“, das zweite, die „Éclaireurs-dragons“ den „Dragons de la Garde impériale“ und das dritte, die „Éclaireurs-lanciers“ wurde den „Lanciers polonais de la Garde impériale“ unterstellt.
- 1er régiment des éclaireurs de la Garde impériale
- 2e régiment des éclaireurs de la Garde impériale
- 3e régiment des éclaireurs de la Garde impériale

## Der Garde zugeteilte oder zeitweilig an ihrer Seite stehende Einheiten

### Gendarmes d'élite

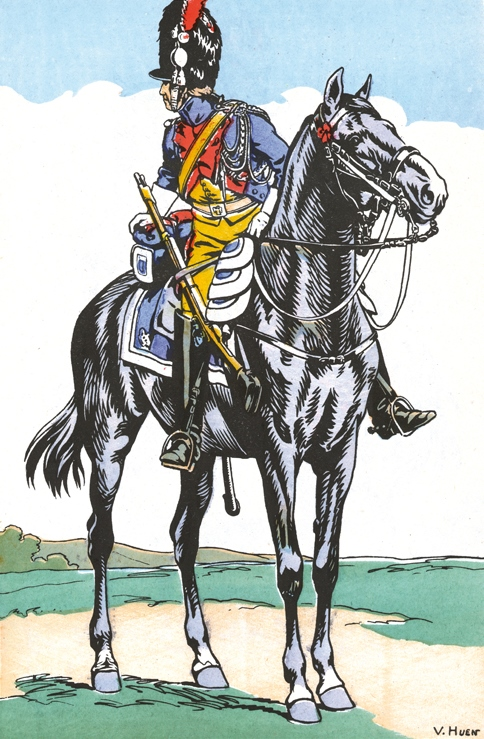
Gendarme d'élite auf Patrouille. Zeichnung von Victor Huen.

Die „Gendarmerie d'élite“ wurde als einzelne Escadron im Juli 1801 aufgestellt und 1802 der Konsulargarde zugeteilt. Ab 1804 wurde sie in die kaiserliche Garde integriert und bestand zu diesem Zeitpunkt aus 2 Escadron zu je zwei Kompanien. Dazu kamen kurzzeitig zwei Kompanien zu Fuß. Die Mindestkörpergröße für die Gendarmen war auf 1,76 Meter festgesetzt. Inklusive der Gendarmen zu Fuß bestand das Corps aus 632 Offizieren, Unteroffizieren und Mannschaften. Es wurde zur prestigeträchtigen „Alten Garde“ gerechnet. Nach der Auflösung der Fußkompanien 1806 sank der Personalbestand auf 456 Reiter.
Die Elitegendarmen waren für die Sicherheit des kaiserlichen Palastes, der sonstigen militärischen Unterkünfte und der Feldquartiere des Kaisers zuständig. Seltener trugen sie die Verantwortung für den Schutz des Kaisers auf dessen Reisen oder den Schutz wichtiger Persönlichkeiten.
Obwohl sie in den Kämpfen nur eine geringe Rolle spielten, nahmen sie an der Schlacht bei Medina de Rioseco und der Schlacht bei Montmirail teil. Außerdem waren sie am Feldzug nach Belgien 1815 beteiligt. Die „Gendarmes d'élite“ wurden im September 1815 aufgelöst.

### Gendarmes d'ordonnance

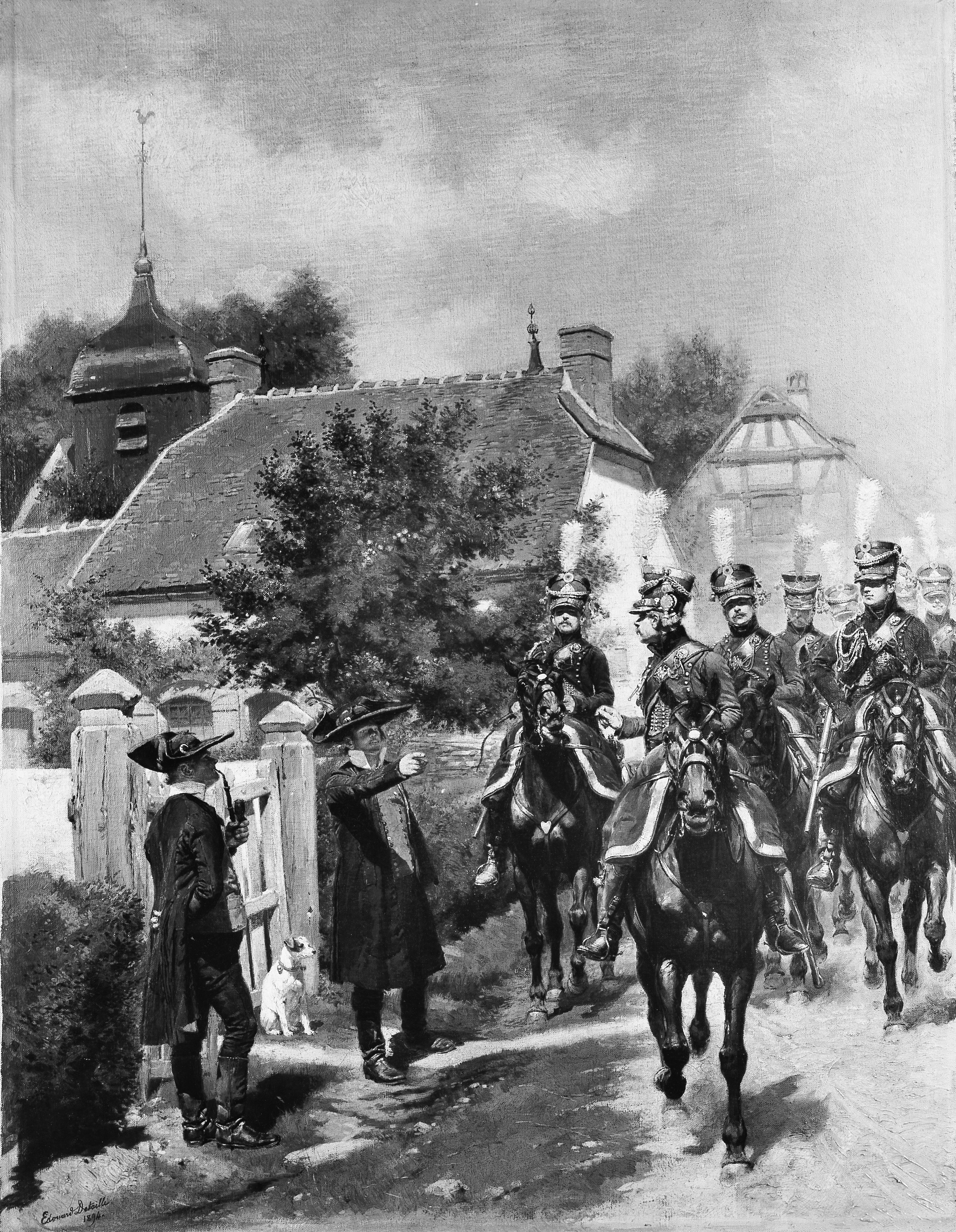
Ein Zug der Gendarmes d'ordonnance.

Durch Dekret vom 1. Oktober 1806 ordnete Napoleon die Aufstellung eines „Régiment de gendarmes d'ordonnance“ an, das der kaiserlichen Garde zugeteilt werden sollte. Der Kaiser wollte sie aus solchen Mitglieder der Aristokratie des Ancien Régime bilden, die im Verlauf der Revolution aus Frankreich verbannt worden waren. Es bestand aus zwei Escadrons zu je zwei Kompanien; jede 80 Reiter stark. Diese Zahl wurde jedoch nicht erreicht, es gab niemals mehr als 300 Gendarmen. Theoretisch hatte jeder, der in die Einheit aufgenommen werden wollte, einen Betrag von 1900 Francs für seine Uniform und Ausrüstung zu bezahlen. Weiterhin musste er nachweisen, dass er seiner Familie eine Pension von 600 Francs zahlen konnte. Am 1. August 1807 bestand die Ordonnanzgendarmerie aus 216 Reitern.
Das Corps bestand nur kurzzeitig, nahm während seiner Existenz an der Schlacht bei Guttstadt teil und kämpfte gegen Kosaken. Dabei wurden zwei Gendarmen getötet und fünf weitere verwundet. Am 11. Februar zogen die Gendarmen mit Napoleon in Stettin ein. Sie nahmen noch an anderen kleineren Gefechten teil, so im März bei Kolberg (siehe auch: Belagerung Kolbergs 1807). Nach der Schlacht bei Friedland wurde das Corps am 23. November 1807 wieder aufgelöst.

### Chevau-légers de Berg

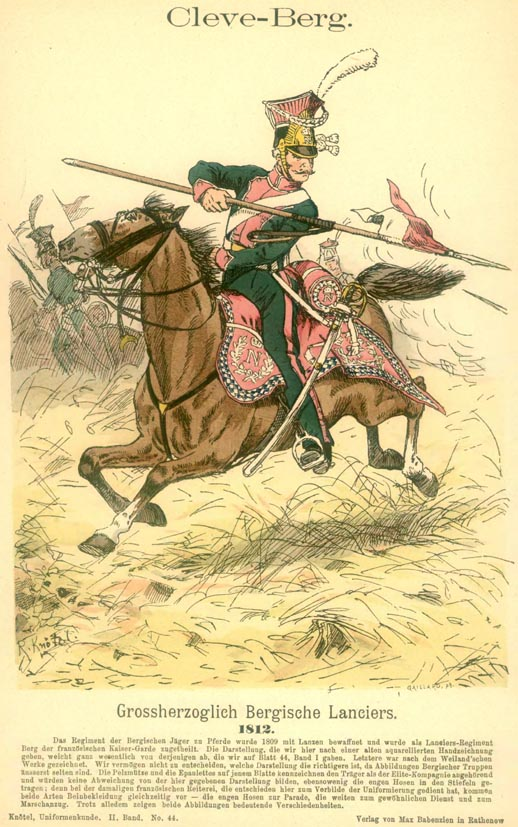
Reiter des Regiments Chevau-légers de Berg

Am 17. Dezember 1809 gliederte Napoleon die 1807 errichtete vormalige Leibgardekavallerie des Großherzogs von Cleve-Berg, und nachmaligen Königs von Neapel, Joachim Murat vollständig in die kaiserliche Garde ein.
Zunächst wurde die Escadron „Gardes du corps“ bereits am 17. November 1808 der Garde zugeteilt. Sie zog mit Joseph Bonaparte in Madrid ein. Die 2. Escadron ging mit Murat nach Neapel, die beiden restlichen Escadronen blieben in Münster und gingen am 29. August 1808 in dem neugebildeten „Régiment des chasseurs à cheval de Berg“ auf. Das der „Corps des chevau-légers“ wurde am 11. Januar 1809 aufgelöst. die Reiter auf die Chasseurs à cheval und die anderen Kavallerieeinheiten der Garde verteilt.
Das „Régiment des chasseurs à cheval de Berg“ wurde Ende 1809 in „Régiment des lanciers de Berg“ umbenannt und am 17. Dezember der kaiserlichen Garde zugeteilt.
Das Regiment kämpfte in Spanien gegen die Guerilla und gegen die britische Armee. 1812 bildeten die Lanciers de Berg zusammen mit dem 15e régiment de chasseurs à cheval eine Brigade und kämpften am 23. Oktober im Gefecht bei Villodrigo. Im Jahre 1813 wurde es aufgelöst.
Im März 1812 wurde ein zweites Regiment aufgestellt, das aber in der Schlacht an der Beresina fast vollständig aufgerieben wurde.

### Gardes d'honneur
Die „Gardes d'honneur“ (Ehrengarde) wurde von Napoleon nach dem verlustreichen Russlandfeldzug aufgestellt, um die dezimierten Gardekavallerie zu verstärken. Die in aller Hast aufgestellten 10.000 Mann bildeten vier Regimenter, die wie Husaren uniformiert waren. Aufgerufen wurden die Söhne der wichtigsten Familien des Bürgertums und des niederen Adels aus den 130 Departements des Kaiserreichs. Sie mussten für ihre Ausrüstung selbst aufkommen. Die Regimenter wurden am 29. Juli 1813 der Garde zugewiesen, das 1. Regiment den Chasseurs á cheval, das 2. Regiment den Dragonern, das 3. Regiment den Grenadiers á cheval und das 4. Regiment den Lanciers.
Sie kamen 1813 in Sachsen zum ersten Mal in den Kampf und waren im folgenden Jahr noch bei den Rückzugskämpfen in Frankreich beteiligt, insbesondere der Schlacht bei Château-Thierry und der Schlacht bei Montmirail. Nach der ersten Abdankung Napoleons wurde die Gardes d'honneur 1814 aufgelöst.

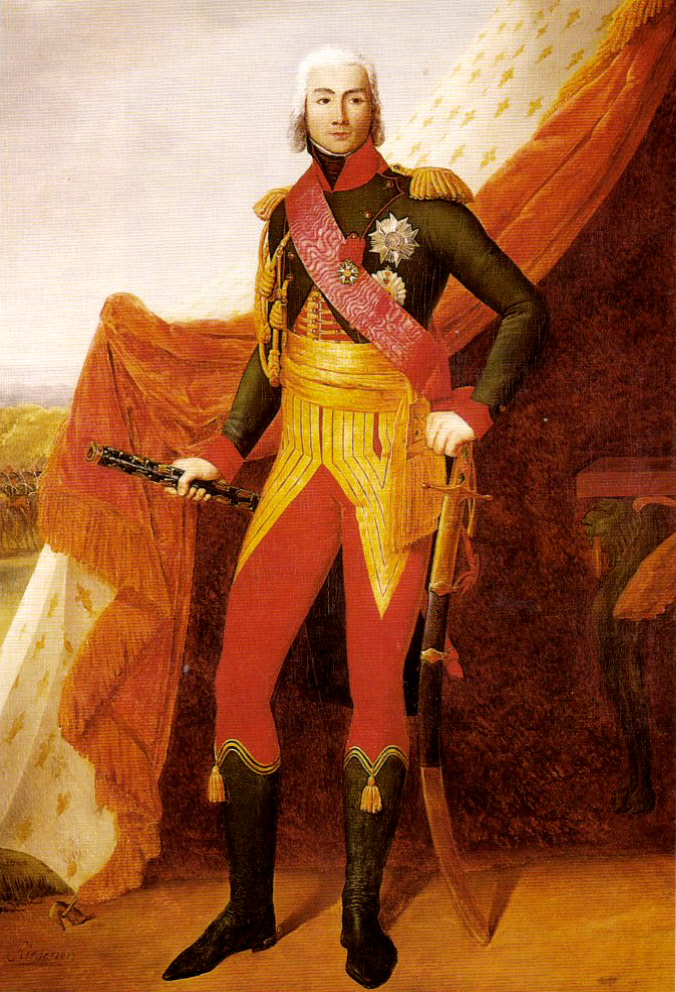
Der Maréchal Bessières (1768–1813), duc d'Istrie und Colonel général der kaiserlichen Gardekavallerie. Öl auf Leinwand von Edmond Hédouin.

## Kommandeur der Gardekavallerie
Von 1804 bis 1813 war der Maréchal Jean-Baptiste Bessières, Herzog von Istrien, Kommandeur der kaiserlichen Gardekavallerie. Vormals Capitaine im „22e régiment de chasseurs à cheval“, wurde er 1796 Kommandant der „Compagnie des guides à cheval“ mit der er am Feldzug in Italien und der Expedition nach Ägypten teilnahm. Er attackierte mit der Kavallerie der Konsulargarde in der Schlacht bei Marengo und wurde im Juli 1800 zum Général de brigade befördert. Nach der Einrichtung des Ersten Kaiserreichs 1804 wurde ihm die Würde eines Maréchal d'Empire übertragen und er wurde zum „Colonel général de la cavalerie de la Garde impériale“ ernannt.
Bessières trieb Reformen voran und achtete auf eine strikte Einhaltung der Disziplin. Er war der Oberkommandierende der Gardekavallerie bei Paraden aber auch auf den Feldzügen. Während der Kämpfe agierte Bessières mit ganzer Kraft aber dennoch umsichtig und nicht unvorsichtig. Oftmals führte er die Kavallerieattacken persönlich an, was ihn bei seinen Männern beliebt machte. In der Schlacht bei Wagram wurde er von einer Kugel verwundet. Napoleon schrieb ihm daraufhin:

„Bessières, voilà un beau boulet, il a fait pleurer ma Garde.“

(Bessières, das war aber mal eine schöne Kugel, die hat meine Garde erschüttert.)
Er behielt sein Kommando auch noch während des Russlandfeldzuges und den Kämpfen in Deutschland. Bei Weißenfels wurde er am 1. Mai 1813 von einer österreichischen Kugel getroffen, die seine Hand zerschmetterte und ihm anschließend die Brust durchbohrte.
Sein Tod löste bei Napoleon und der Garde große Bestürzung aus.

## Galerie

Angehörige der Gardekavallerie von Adolphe de Chesnel
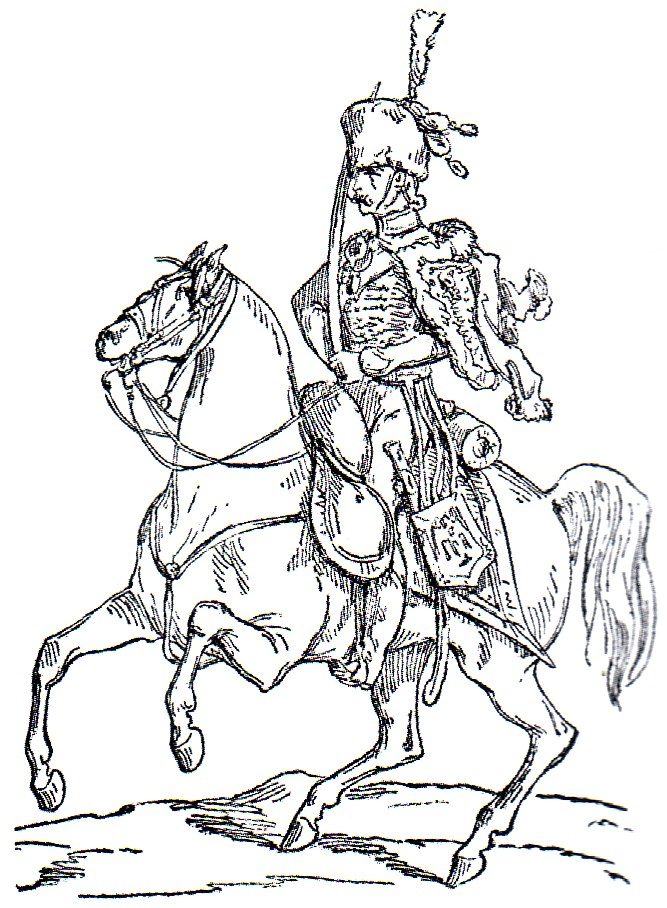
Chasseur à cheval
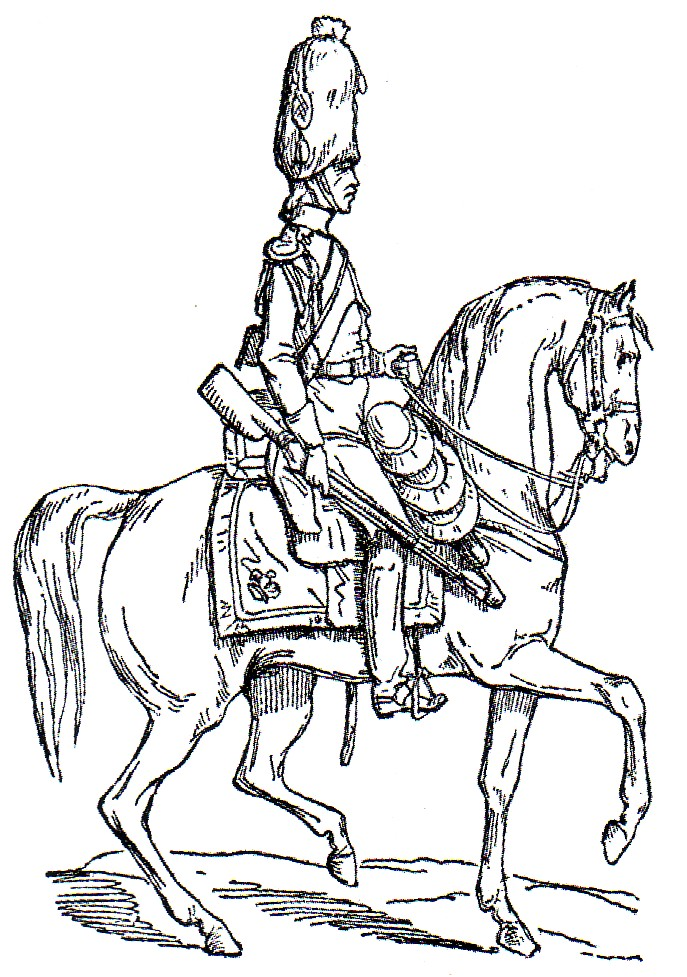
Grenadier à cheval
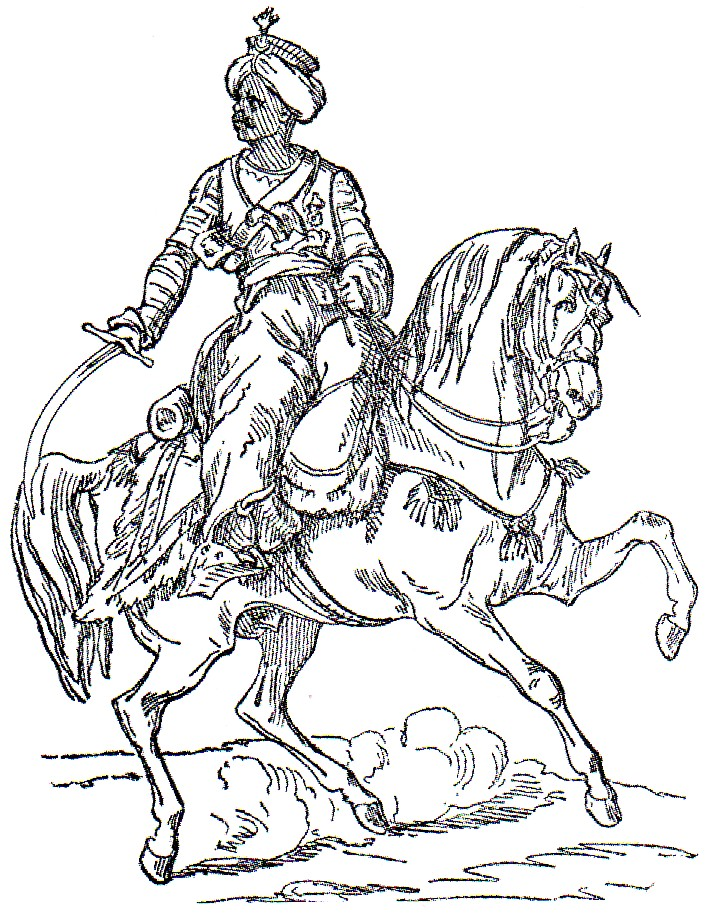
Mamelouk
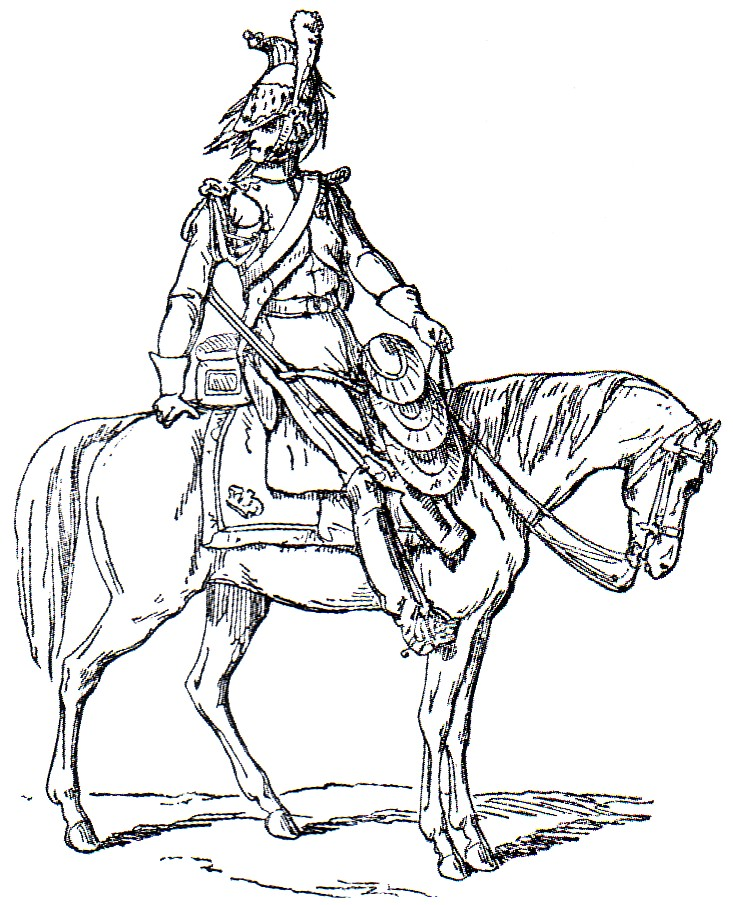
Dragoner
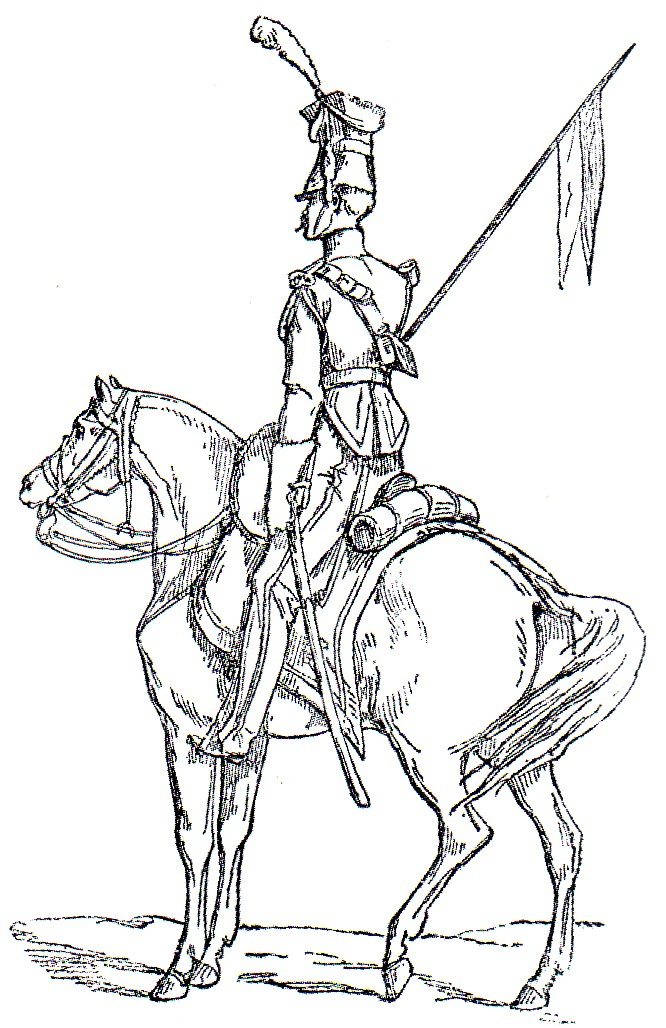
Lancier (Ulan)
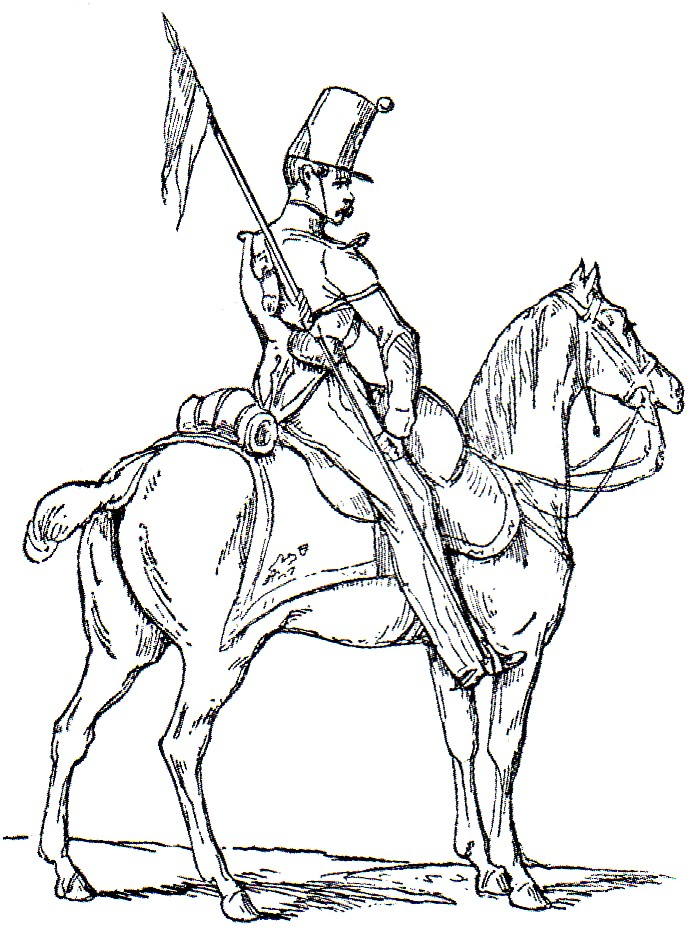
Éclaireur (Aufklärer)
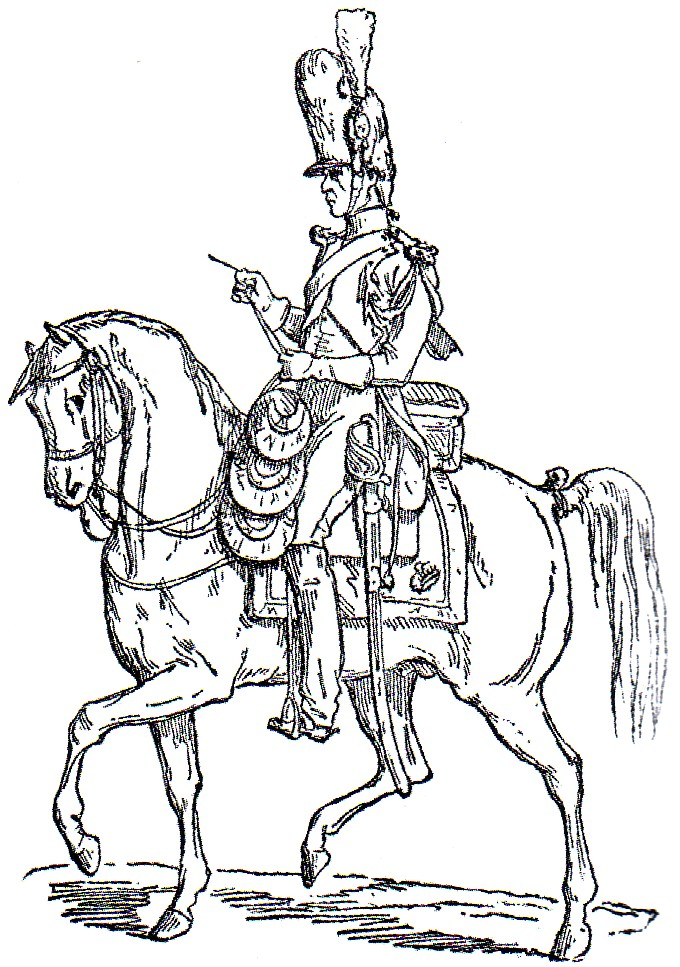
Gendarme d'élite

Angehörige der Gardekavallerie. Zeichnungen von Hippolyte Bellangé
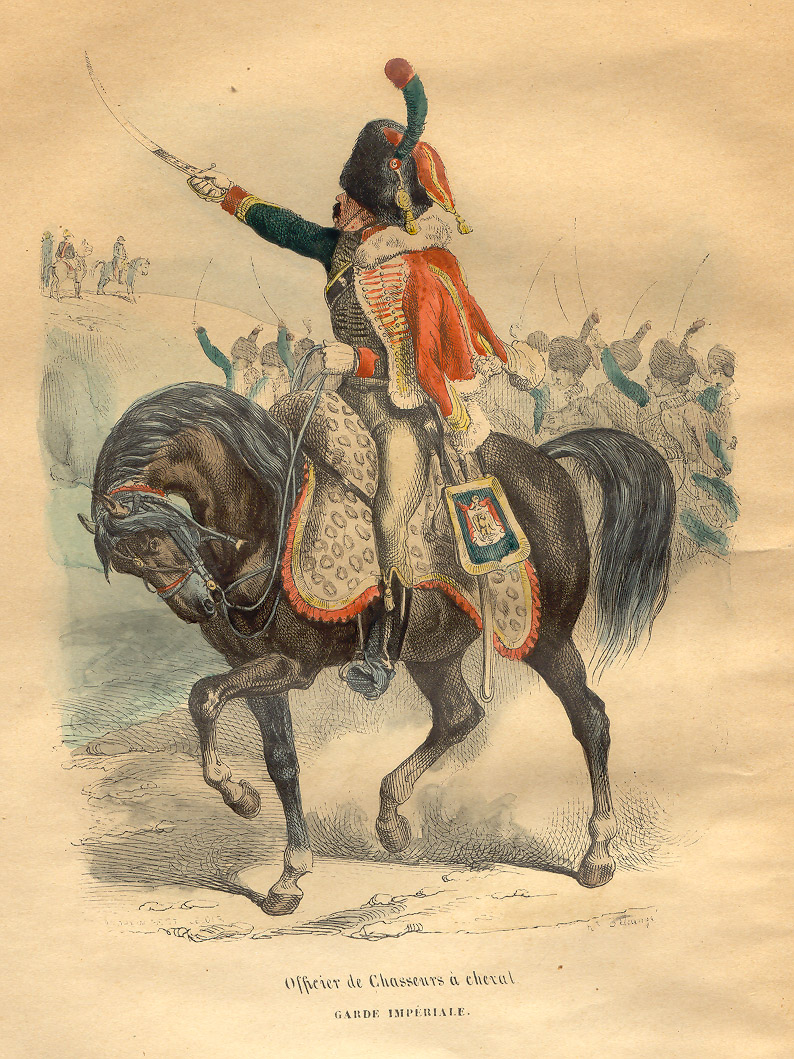
Offizier der Chasseurs à cheval
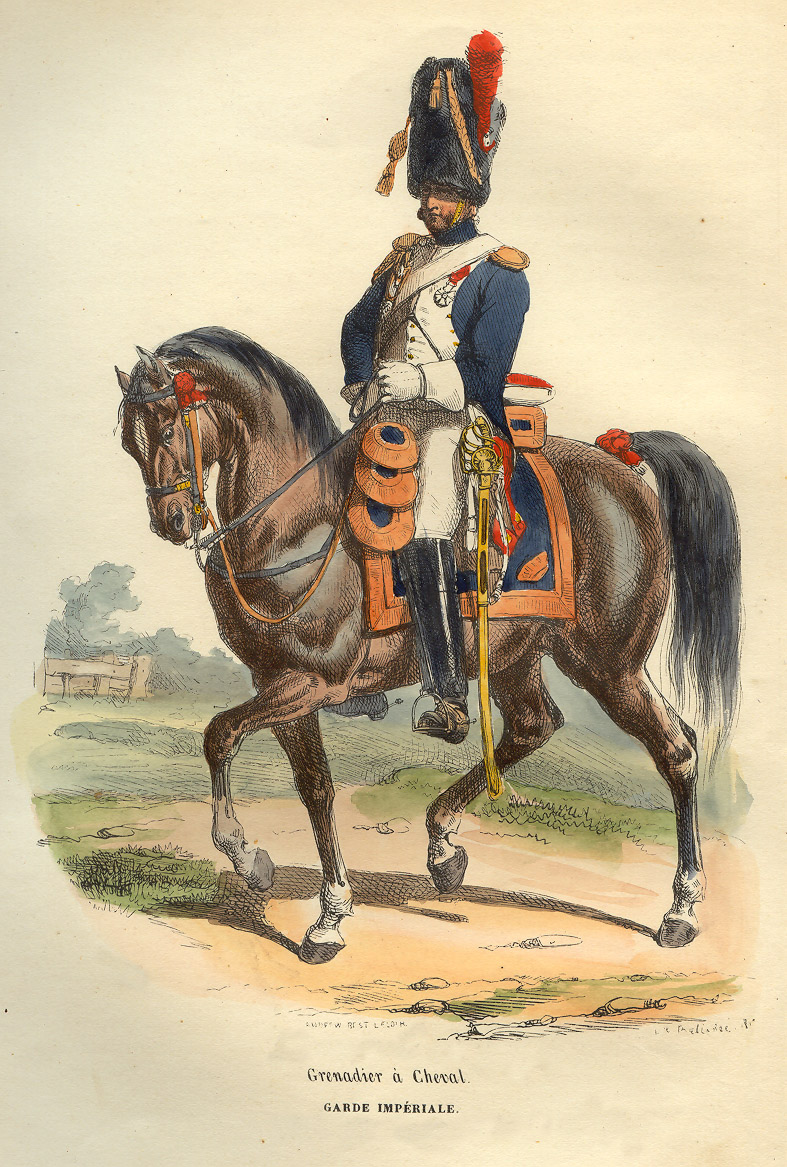
Grenadier à cheval
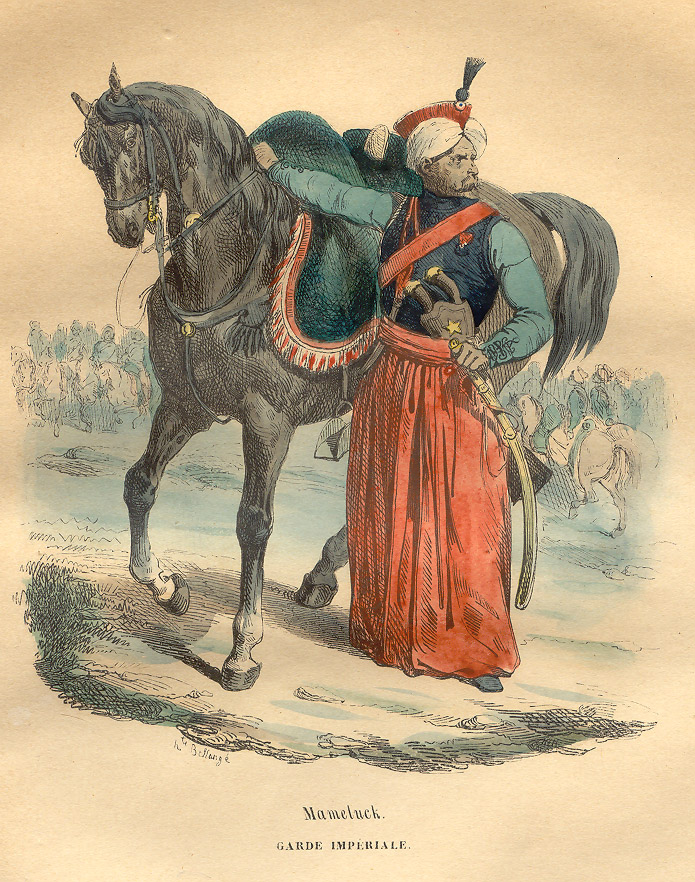
Mamelouk
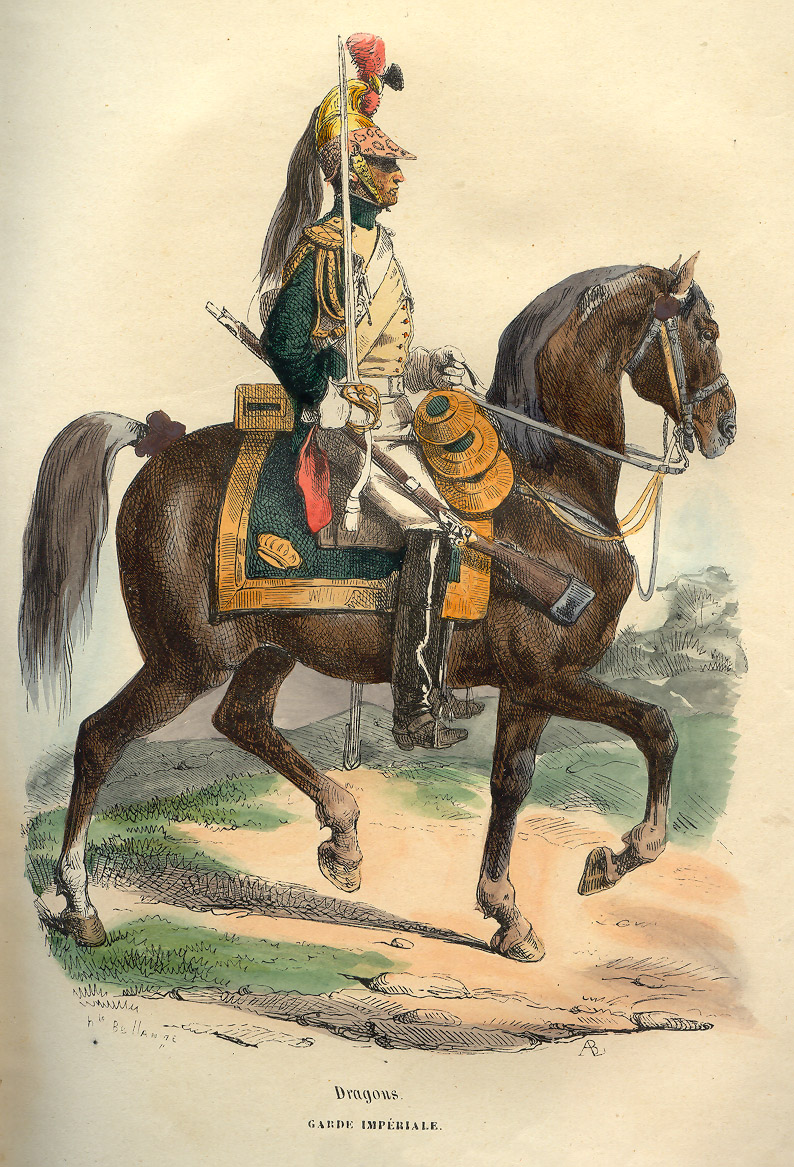
Dragoner
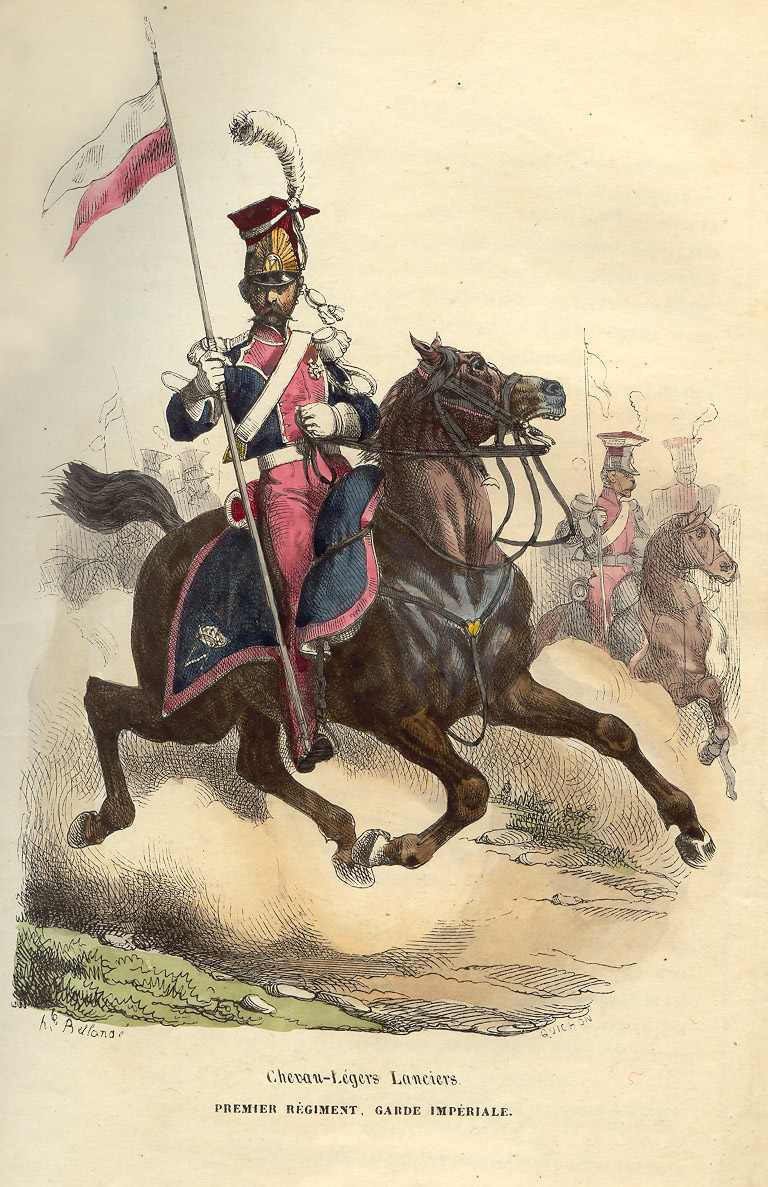
Lancier polonais (Polnischer Ulan)
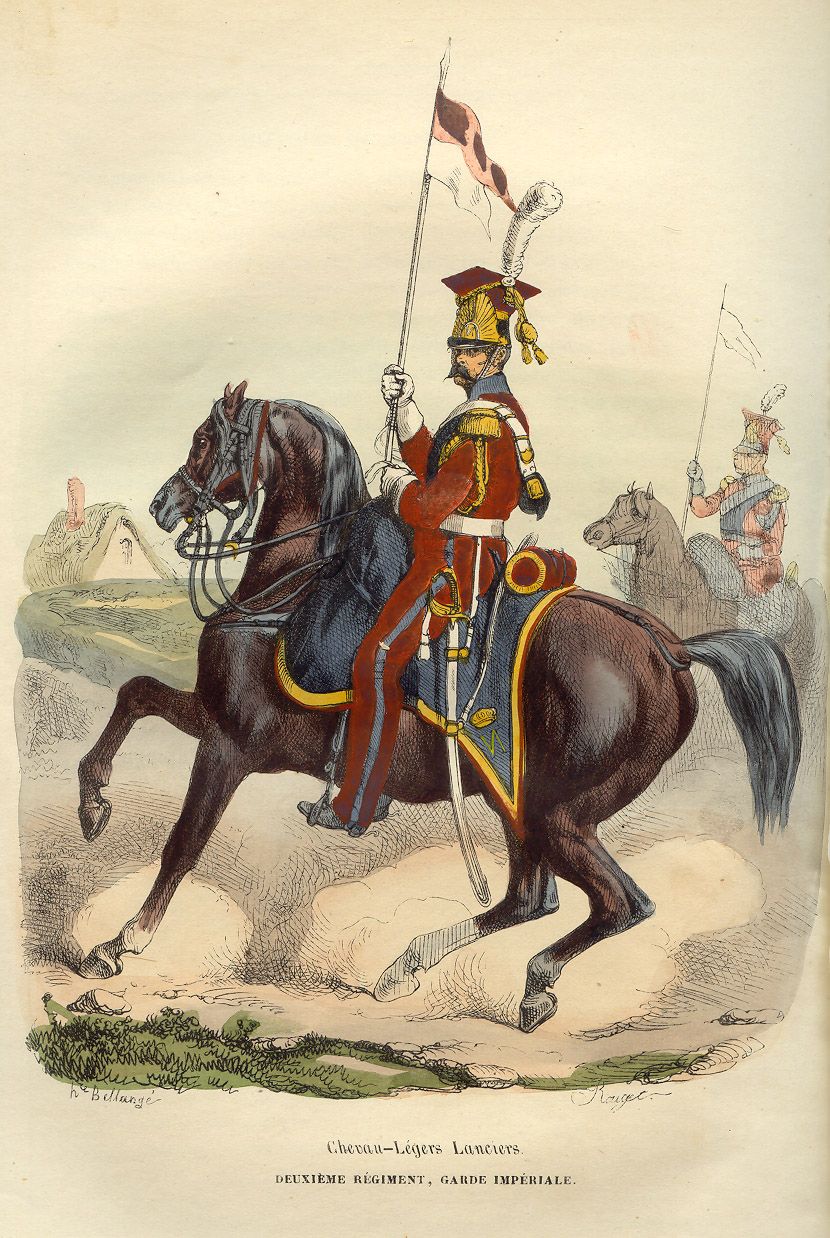
Lancier rouge (Roter Ulan)
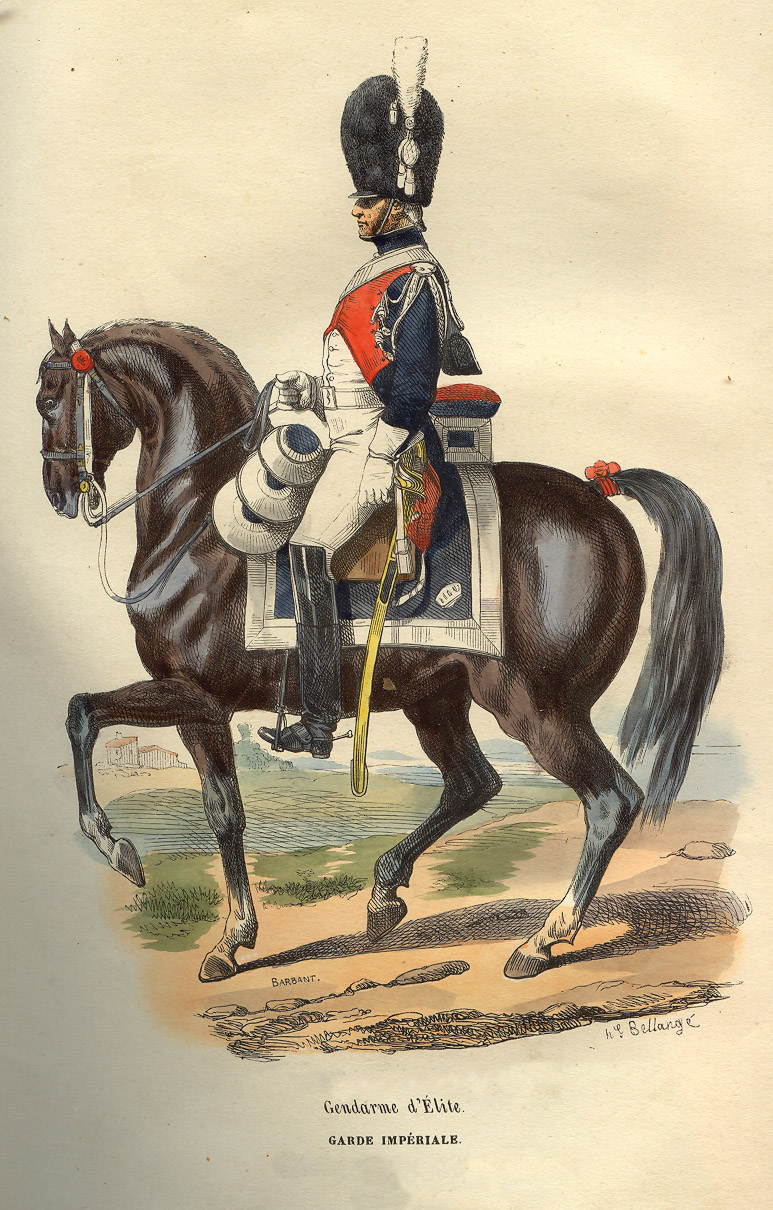
Gendarme d'élite (Elitegendarm)
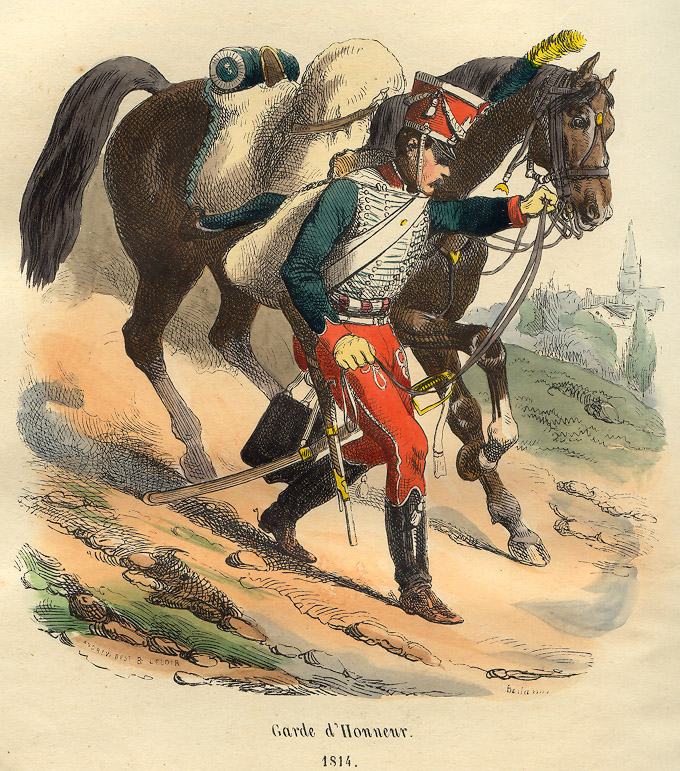
Garde d'honneur (Ehrengarde)